# John Francis Wade
John Francis Wade (1711 - 1786) fou un compositor anglès a qui s'atribueix l'autoria de l'himne nadalenc Adeste fideles o, si més no, de les quatre primeres estrofes. Com a catòlic seguidor de l'església de Roma, va viure exiliat a Douai, al nord de França, on va exercir de professor de llatí i d'anglès al Centre Catòlic del municipi.